# Littlest Pet Shop (serie de televisión)
Littlest Pet Shop es una serie de televisión animada producida por Hasbro Studios en los Estados Unidos y animada por el estudio de animación de DHX Media en Vancouver, Canadá, que trabajó con Hasbro Studios antes de Pound Puppies y My Little Pony: La magia de la amistad. Se basa en la línea de juguetes Littlest Pet Shop de Hasbro, y cuenta con Blythe como protagonista. La serie ha sido desarrollado por Tim Cahill y Julie McNally Cahill, los creadores de My Gym Partner's a Monkey, y dirigidos por Dallas Parker y Joel Dickie. Se estrenó el 10 de noviembre de 2012 en los Estados Unidos en The Hub, un canal de televisión de paga en América en parte propiedad de Hasbro.
En España se estrenó el 3 de junio de 2013 por Disney Channel y en Hispanoamérica el 31 de agosto de 2013 por Nickelodeon emitiendo las tres primeras temporadas. La cuarta temporada fue emitida por Discovery Kids desde el 13 de febrero de 2017.

## Desarrollo
Hasbro maneja las propiedades intelectuales de ambos: Blythe (originalmente publicado en 1972) y Littlest Pet Shop (introducido en 1992). Originalmente en manos de Kenner Products, ambos fueron trasladados a Hasbro, años después de haber adquirido la mayor parte de los activos de Kenner. A partir de noviembre de 2012, dos encarnaciones modernas de Blythe están a la venta: Uno, introducido en 2001 como una línea de juguetes independiente, es dirigido por Tomy (tras la fusión con el licenciatario original Takara en 2006) y CWC (ambas compañías con licencia de Hasbro), se vende en algunas partes de Asia, y comercializados hacia los colectores. El otro, que se comercializa a los niños, que se publicó en 2010, es conocida como Blythe Loves Littlest Pet Shop, que es administrado por Hasbro como parte de su encarnación de Littlest Pet Shop 2004. 
La serie fue la primera luz verde en 2011. Durante la producción, Blythe Loves the Littlest Pet Shop también fue utilizado por Hasbro como el título de trabajo de la serie de televisión. El personal de producción de la serie incluye desarrolladores Timoteo Cahill y Julie McNally Cahill de Mi compañero de clase es un mono de la fama socio, junto con Dallas Parker y Joel Dickie. Escritores MA Larson y Cindy Morrow, quien anteriormente escribió episodios de My Little Pony: Friendship is Magic, también escribió los guiones de los episodios de esta serie. Las canciones y la música de toda la serie fue compuesta por Daniel Ingram y Steffan Andrews. Aunque la serie es el primer principio de la televisión de Blythe, esto no es la primera aparición animada del personaje, una encarnación de Blythe actuó como protagonista en una serie de Littlest Pet Shop cortometrajes animados producidos por Toast Cosmic Studios [3] y publicado en línea por Hasbro, que no está relacionada con esta serie.

## Trama
La serie se desarrolla en Ciudad Central (Downtown City), una ciudad basada en Nueva York. La historia sigue a Blythe Baxter y a su padre que se mudan a un apartamento de Ciudad Central cuyo edificio en el que se encuentra tiene en la planta baja la Littlest Pet Shop, una tienda de accesorios de mascotas que también cuenta con un campamento para ellas. Todo comienza cuando descubre que puede entender y hablar con los animales de dicho campamento. Estos aprovechan su condición para pedirle que salve a la Littlest Pet Shop de su cierre debido a una quiebra de la dueña, dicha quiebra es causada por una tienda mucho más grande y que deja a la Littlest Pet Shop sin clientes. Blythe acepta y tras salvar la tienda de su inminente cierre, la dueña la contrata como empleada de la Littlest Pet Shop, comenzando así sus aventuras.

## Personajes

### Personajes principales
- Blythe Baxter:  Blythe es una adorable chica de 14 años que siempre ayuda a los necesitados, ya se trate de los animales, la señora Twombly o sus amigos Youngmee, Sue y Jasper. Ella tiene el pelo castaño oscuro y  los ojos azules. Blythe vive únicamente junto con su padre, Roger Baxter, se mudan a Downtown City/Ciudad Central a un departamento cuyo edificio en la planta baja es el Littlest Pet Shop. Poco después de mudarse al edificio, Blythe se golpea en la cabeza y descubre que ahora tiene la habilidad de entender y hablar con los animales. Ella trabaja en el Littlest Pet Shop no mucho tiempo después de que ella salva la tienda de ir a la quiebra.
- Sra. Anna Twombly:  La Sra. Twombly es la dueña fuera de compás de la tienda Littlest Pet Shop. Ella tiene el pelo gris y ojos color turquesa. La Sra. Twombly se hace amiga de Blythe y le ayuda a mostrar y vender su primera colección de moda para mascotas. Ella tiene un amor por los animales y hacerlos sentir como en casa en Littlest Pet Shop. Ella también tiene una obsesión extraña por coleccionar picaportes, de vez en cuando por la limpieza compulsiva y algunos talentos únicos de su pasado.
- Whittany y Brittany Biskit:  Las gemelas Biskit, malas y ricas, son chicas que siempre molestan a Blythe. Aunque son inteligentes, este dúo no se opone al uso de cualquier treta que puede venir con ( dinero "de papá") para sabotear a Blythe y los esfuerzos de sus amigos. El padre es el dueño de la más grande tienda para mascotas, el competidor hostil de Littlest Pet Shop. Whittany tiene el pelo negro y los ojos rojos y Brittany el pelo blanco y también ella tiene los ojos rojos.
- Roger Baxter:  Roger es amante de la diversión, padre de Blythe cuyo trabajo es ser piloto, lleva a Blythe desde su ciudad natal tranquila hasta Ciudad Central donde las innumerables aventuras esperan a Blythe, él es un poco torpe; tiene el pelo castaño oscuro y ojos azules. El Sr. Baxter le encanta pasar tiempo con Blythe, escuchando heavy metal, y apoya a cualquier talento y esfuerzo de Blythe.

### Mascotas
- Russell Ferguson:  Russel es un erizo europeo de color naranja con ojos de color amarillo-verde. Es el organizador del grupo con un amor por la comida. Aunque tenso, mantiene a todos en la tienda, por lo ordenada que es todo. Un chiste recurrente es que se confunde a menudo con un puercoespín.
- Pepper Mildred Clark:  Pepper es una mofeta rayada gris y blanco con los ojos rojos claros. Actriz cómica, le gusta hacer reír a sus amigos, por lo general mediante el uso de juegos de palabras y objetos cómicos. A veces, sin embargo, puede ser temeraria hacia los demás.
- Minka Mark:  Minka es una mono araña rosa con los ojos de color azul claro, es una artista. Enérgica y flexible, es una experta en todo lo relacionado con el arte abstracto. Sin embargo, ella está constantemente distraída por los objetos brillantes, colgando en su columpio, o en busca de algo para comer. Ha revelado tener claustrofobia.
- Zoe Trent:  Zoe es una perrita púrpura y fucsia Cavalier King Charles Spaniel de ojos celestes, ella es una cantante. Una diva nacida,  se esfuerza por lograr su meta de ser el artista más grande. Sus propietarios son la pareja John y Clarissa Trent. Zoe es la hermana mayor de Gail Trent.
- Sunil Nelva:  Sunil es una mangosta macho azul con bandas y ojos dorados. Él es un mago que le gusta llevar a cabo varios trucos de magia para sus amigos en la tienda. La mayoría de ellos no funcionan o en raras ocasiones, cuando lo necesita. A pesar de su apariencia tímida, Sunil se vuelve agresivo ante las cobras (una alusión a las mangostas reales, pues las cobras son sus presas naturales).
- Vinnie Alfonso Terrie:  Vinnie es un gecko Northland verde con los ojos púrpuras. Aunque lento a veces, es un bailarín talentoso y exótico con habilidades de baile de primera categoría. Por desgracia, es propenso a causar estragos por los demás en la tienda de animales a causa de su torpeza.
- Penny Ling:  Penny Ling es una blanca y púrpura panda gigante china de ojos grises. Es una gimnasta rítmica con un talento para girar las cintas. Siendo la fuerza de paz del grupo, sus sentimientos son sobre todo sensibles y es propensa a ser lastimada por otros.

## Episodios
| Temporada | Temporada | Episodios | Estados Unidos          | Estados Unidos      | Latinoamérica          | Latinoamérica         | España               | España                   |
| Temporada | Temporada | Episodios | Inicio de temporada     | Final de temporada  | Inicio de temporada    | Final de temporada    | Inicio de temporada  | Final de temporada       |
| --------- | --------- | --------- | ----------------------- | ------------------- | ---------------------- | --------------------- | -------------------- | ------------------------ |
|           | 1         | 26        | 10 de noviembre de 2012 | 27 de abril de 2013 | 31 de agosto de 2013   | 27 de enero de 2014   | 1 de junio de 2013   | 31 de agosto de 2013     |
|           | 2         | 26        | 2 de noviembre de 2013  | 12 de abril de 2014 | 23 de agosto de 2015   | 20 de octubre de 2015 | 5 de julio de 2014   | 28 de septiembre de 2014 |
|           | 3         | 26        | 31 de mayo de 2014      | 7 de marzo de 2015  | 2 de noviembre de 2015 | 26 de marzo de 2016   | 3 de octubre de 2015 | 28 de febrero de 2016    |
|           | 4         | 26        | 7 de noviembre de 2015  | 4 de junio de 2016  | 13 de febrero de 2017  | 5 de agosto de 2017   | —                    | —                        |

## Reparto
| Personaje                       | Actor original Estados Unidos       | Actor en Hispanoamérica                                        | Actor de doblaje España |
| ------------------------------- | ----------------------------------- | -------------------------------------------------------------- | ----------------------- |
| Blythe Baxter                   | Ashleigh Ball                       | Betzabé Jara                                                   | Iris Lago               |
| Sra. Anna Twombly               | Kathleen Barr                       | Magda Giner                                                    | Maribel Pomar           |
| Roger Baxter                    | Michael Kopsa                       | Roberto MendiolaAntonio Ortiz (canciones)Edson Matus (temp. 4) | Marc Zanni              |
| Russel Ferguson                 | Samuel Vincent                      | Arturo CastañedaMario Heras (temp. 4)                          | Jaume Aguiló            |
| Pepper Mildred Clark            | Tabitha St. Germain                 | Rebeca Gómez                                                   | Carmen Ambrós           |
| Minka Mark                      | Kira Tozer                          | Annie Rojas                                                    | Yolanda Gispert         |
| Zoe Trent                       | Nicole Oliver Kylee Epp (canciones) | Diana AlonsoKarla Veron (canciones)Adriana Núñez (temp. 4)     | Mariona Bosch           |
| Sunil Nelva                     | Peter New                           | Ernesto Lezama Axel Moss (canciones)                           | Daniel Albiac           |
| Vincent "Vinnie" Alfonso Terrio | Kyle Rideout                        | Igor CruzSergio Morel (canciones)                              | Marc Zanni              |
| Penny Ling                      | Jocelyne Loewen                     | Angélica VillaMaggie Vera (canciones)                          | Maribel Pomar           |